# Alnašskij rajon
L'Alnašskij rajon (in russo Алнашский район?, in lingua udmurta Алнаш ёрос) è un municipal'nyj rajon della Repubblica Autonoma dell'Udmurtia, in Russia. Istituito il 15 luglio 1929, occupa una superficie di circa 896 chilometri quadrati, ha come capoluogo Alnaši e una popolazione di 20 544 abitanti.